# Разорёнов-Никитин, Георгий Никитич
Георгий Никитич Разорёнов-Никитин (1886, Хворостинино — 25 сентября 1919, Москва) — русский революционер, агитатор Алексеевско-Ростокинского райкома РКП(б) Москвы. Похоронен в некрополе у Кремлёвской стены.

## Биография
С 14 лет начал работать учеником наборщика в московской типографии Глазунова. В 1903 году участвовал в первой забастовке типографских рабочих Москвы. В дни Декабрьского вооружённого восстания 1905 года руководил молодёжной боевой дружиной, доставлял патроны рабочим, сражавшимся на баррикадах, вёл разведку, оказывал помощь раненым.
В 1907 году был избран секретарём городского профсоюза печатников. За издание нелегальной литературы, распространении её на заводах, выпуск листовок, призывавших к забастовкам, к свержению самодержавия в ноябре 1914 года Разорёнов и 26 революционеров были сосланы в Сибирь.
В октябрьские дни 1917 года вступил в партию большевиков. После победы Советской власти был помощником начальника наружной охраны милиции Алексеевско-Ростокинского района, членом районной Чрезвычайной комиссии по борьбе с контрреволюцией.
В 1918 году заведовал агитационным отделом Московского областного комитета по делам бывших военнопленных и редактировал газету «Военнопленный». Весной 1919 года, как видный организатор и агитатор, направлен в Белоруссию и на Украину для помощи местным работникам в установлении Советской власти.
После возвращения работал в Москве агитатором Алексеевско-Ростокинского райкома РКП(б).
Погиб при взрыве 25 сентября 1919 года в Леонтьевском переулке в здании Московского комитета РКП(б).
Похоронен у Кремлёвской стены.

## Награды
- Награждён личным оружием за образцовое выполнение задания в Белоруссии и на Украине.

## Память
- 25 сентября 1924 года, в пятую годовщину взрыва в здании Московского комитета партии, Средняя улица в бывшем Алексеевско-Ростокинском районе Москвы, где жил и работал Разорёнов, названа улицей Разорёнова (ныне упразднена).